# Fsck

În UNIX, comanda fsck (file system check) este folosită pentru a verifica un sistem de fișiere. Ca orice alt cuvânt fără vocale din jargonul calculatoarelor, pronunția este lăsată la latitudinea utilizatorului. O variantă des întâlnită este fscheck.
În general, fschk este rulat automat când calculatorul este pornit pentru a detecta și eventual repara starea sistemului de fișiere după un crash sau o întrerupere de curent. Un administrator poate decide de asemenea să ruleze fschk când bănuiește că ar fi probleme. De obicei, comanda este executată pe un sistem de fișiere montat read-only sau într-un mod special de mentenanță.
Tipurile de sistem de fișiere apărute recent sunt proiectate în așa fel încât probabilitatea de corupere catastrofică a sistemului este practic nulă. Aceste sisteme poartă denumirea de journaling file systems. Pe un asemenea sistem, rularea fsck este inutilă. Majoritatea versiunilor curente de UNIX folosesc implicit asemenea sisteme de fișiere.

## Sintaxă
```
fsck [opțiuni] sistem_de_fișiere
```

unde sistem_de_fișiere este unul din dispozitivele de tip sistem de fișiere montate în /etc/fstab (de exemplu /dev/hdc1, /dev/sda1 etc.).
Dacă nicio opțiune nu este specificată, fsck va verifica toate sistemele definite în /etc/fstab. Dintre opțiunile cele mai des folosite amintim:
-a - repară automat orice problemă întâlnită
-t type - tipul sistemului de fișiere, folosită în acele cazuri în care comanda nu reușește să detecteze singură tipul sistemului
-A - verifică toate sistemele de fișiere din /etc/fstab
-R - nu verifica sistemul de fișiere root
-r - modul interactiv, orice acțiune va trebui să fie confirmată

## Exemple
Comanda următoare verifică sistemul de fișiere pe al doilea hard disc întru-un sistem Linux
```
fsck /dev/sdb1
```